# Fallet

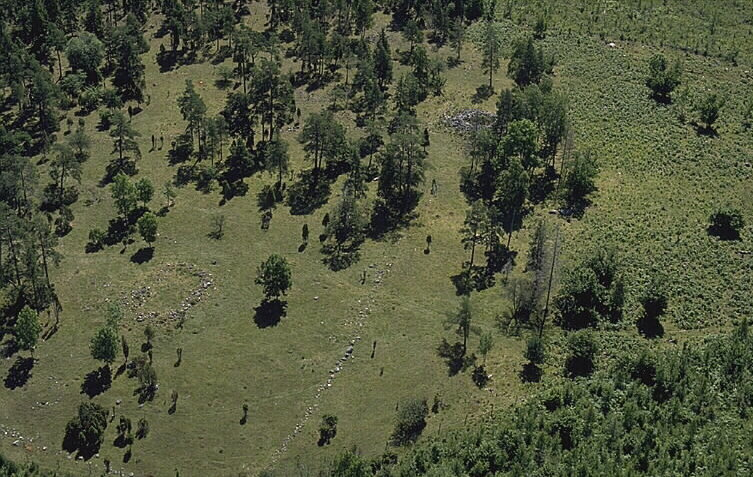
Die Wüstung Fallet

Die Wüstung Fallet ist der Überrest eines vorgeschichtlichen Dorfes. Sie liegt in der Nähe des Ortes Tingstäde auf der schwedischen Insel Gotland und etwa einen Kilometer östlich des Sees Tingstädeträsk.
Die ehemalige Dorfanlage konzentriert sich auf einer Fläche von 3,5 Hektar und besteht aus zehn Hausfundamenten in zwei Reihen, 1,3 Kilometer langen Steinmauern (schwedisch vastar) und einem Gräberfeld. Das isoliert gelegene Dorf grenzt im Norden an ein Sumpfgebiet und im Süden an die sterile Felsenlandschaft „File Hajdar“. Obwohl noch keine Untersuchungen vorgenommen wurden, wird davon ausgegangen, dass die Wüstung in die Bronze- oder Eisenzeit datiert werden kann. Die Überreste unterscheiden sich optisch kaum von denen auf dem Herregårdsklint, in Fjäle, Rings oder Vallhagar. Diese Anlage gehört zu einem der am besten erhaltenen Siedlungskomplexe auf Gotland.
Im südlichen Bereich liegen auf einem Gräberfeld eine Röse und neun runde Steinkreise (deutsch „Richterringe“), die zwischen drei und zehn Metern im Durchmesser messen.

## Eisenzeitliche Grabsitten
Die eisenzeitlichen Grabsitten auf Gotland sind besser erforscht als im übrigen Schweden. Sie zeigen in der Form eine große Variationsbreite, in der Brand- und Körpergräber vertreten sind.
Die während der jüngeren Bronzezeit ausgeübte Sitte Tote durch eine Schiffssetzung zu ehren, lebt bis zum Anfang der Eisenzeit fort. Diese späten Schiffssetzungen sind verhältnismäßig kurz und aus kleinen Steinen erbaut. Während der Übergangszeit enthalten sie Urnen- und Körpergräber. In den Körpergräbern liegen die Toten zuweilen in rechteckigen Steinkisten in der Mitte der Schiffssetzung.
In diese Zeit gehören auch eingetiefte bootsförmige Steinkisten, die in einigen Fällen von großen, flachen Steinhügeln bedeckt sind. Nur wenige von ihnen wurden untersucht. Ein bootförmiges Aussehen hat eine Kiste auf dem großen Gräberfeld bei Ardags/Ekeby, das Gräber der Übergangszeit und der vorrömischen Eisenzeit aufweist. An ein in den Boden versenktes Steinschiff erinnert eine Steinkiste auf dem kleinen Gräberfeld bei der Kirche von Fole. Synchron wurden rechteckige Steinkisten in den Boden eingetieft und von Steinhügeln bedeckt. Sie zeigen das gleiche Inventar wie die bootförmigen Kisten:
eiserne Kropfnadeln, zuweilen einen eisernen Gürtelhaken oder eine bronzene Gürtelplatte.
Von großem Interesse für das Fortdauern der Bronzezeitformen in der ältesten Eisenzeit sind Funde aus dem Gräberfeld von Fole. Vier Gräber enthielten Funde aus der ältesten Eisenzeit und solche, die für die ausgehende Bronzezeit kennzeichnend sind:
- Das eine barg eine gerade Schalenkopfnadel und eine Schwanenhalsnadel aus Bronze, zwei Schwanenhalsnadeln aus Eisen, eine bronzene Kropfnadel, eine bronzene Schmuckplatte mit Eisenkette, einen eisernen Gürtelhaken und zwei Bronzeperlen.
- Das andere Grab barg eine gerade Schalenkopfnadel und eine Schmuckplatte aus Bronze sowie zwei Kropfnadeln und einen zungenförmigen Gürtelhaken aus Eisen.

Die übrigen fundführenden Bestattungen des Gräberfeldes enthielten ähnliche Kombinationen aus zwei oder mehr Gegenständen bronzezeitlichen und eisenzeitlichen Charakters, u. a. auch hohle, bronzene Wulstringe. Auf Gotland kann das Nachleben bestimmter Bronzezeitformen in der frühen Eisenzeit nachgewiesen werden. Inwieweit das auch für andere Gebiete im östlichen Schweden gilt, ist ungewiss.
Nach einer kulturellen Erschöpfung und Isolierung in der Mitte der vorrömischen Eisenzeit brach im südlichen und im mittleren Schweden eine neue Zeit an. Diese Phase umfasst, die letzten 150 Jahre v. Chr. Das archäologische Bild ist nun völlig verändert und zeigt eine Fülle, die sich von der Armut der vorausgehenden Zeit grundlegend unterscheidet. In Schweden wird die Phase vornehmlich durch zwei Erscheinungen geprägt: zahlreiche und große Gräberfelder sowie durch den Reichtum an Eisengegenständen in den Gräbern. Dagegen bleiben Siedlungsreste ebenso unerklärbar selten wie zuvor.